# Pomacanthus
Pomacanthus é um gênero de peixes-anjo marinhos usualmente encontrados em áreas de recifes e corais. Alguns dos locais conhecidos que estes peixes multicoloridos podem ser vistos incluem as Ilhas Maldivas, Sri Lanka, e Sipidan ao sul da costa de Sabah, na Malásia. Em inglês são conhecidos como Large angelfish ''Peixe-anjo-grande''.

## Espécies[2]
- Pomacanthus annularis (Bloch, 1787). Peixe-anjo-de-anel-azul, Peixe-anjo-anular
- Pomacanthus arcuatus (Linnaeus, 1758). Paru-branco, Peixe-anjo-cinza- Peixe-frade-cinza
- Pomacanthus asfur (Forsskål, 1775). Peixe-anjo-árabe, Peixe-anjo-asfur
- Pomacanthus chrysurus (Cuvier, 1831). Peixe-anjo-de-cauda-amarela
- Pomacanthus imperator (Bloch, 1787). Peixe-anjo-imperador
- Pomacanthus maculosus (Forsskål, 1775). Peixe-anjo-do-Mar-Vermelho, Falso-asfur
- Pomacanthus navarchus (Cuvier, 1831). Peixe-anjo-majestoso
- Pomacanthus paru (Bloch, 1787). Paru-preto, Peixe-anjo-paru, Peixe-anjo-frade, Peixe-anjo-da-Guiana, Peixe-frade-preto
- Pomacanthus rhomboides (Gilchrist & Thompson, 1908). Peixe-anjo-sul-africano
- Pomacanthus semicirculatus (Cuvier, 1831). Peixe-anjo-semicírculo, Peixe-anjo-koran
- Pomacanthus sexstriatus (Cuvier, 1831). Peixe-anjo-de-listra-branca
- Pomacanthus xanthometopon (Bleeker, 1853). Peixe-anjo-de-face-azul
- Pomacanthus zonipectus (Gill, 1862). Peixe-anjo-de-Cortez, Peixe-anjo-do-golfo

## Galleria

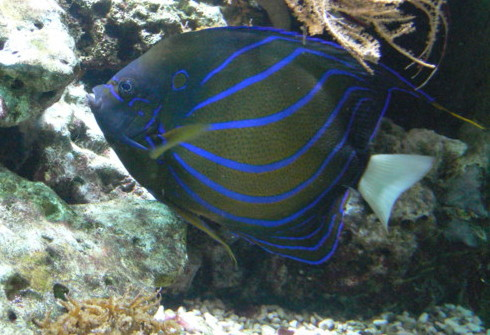
Pomacanthus annularis
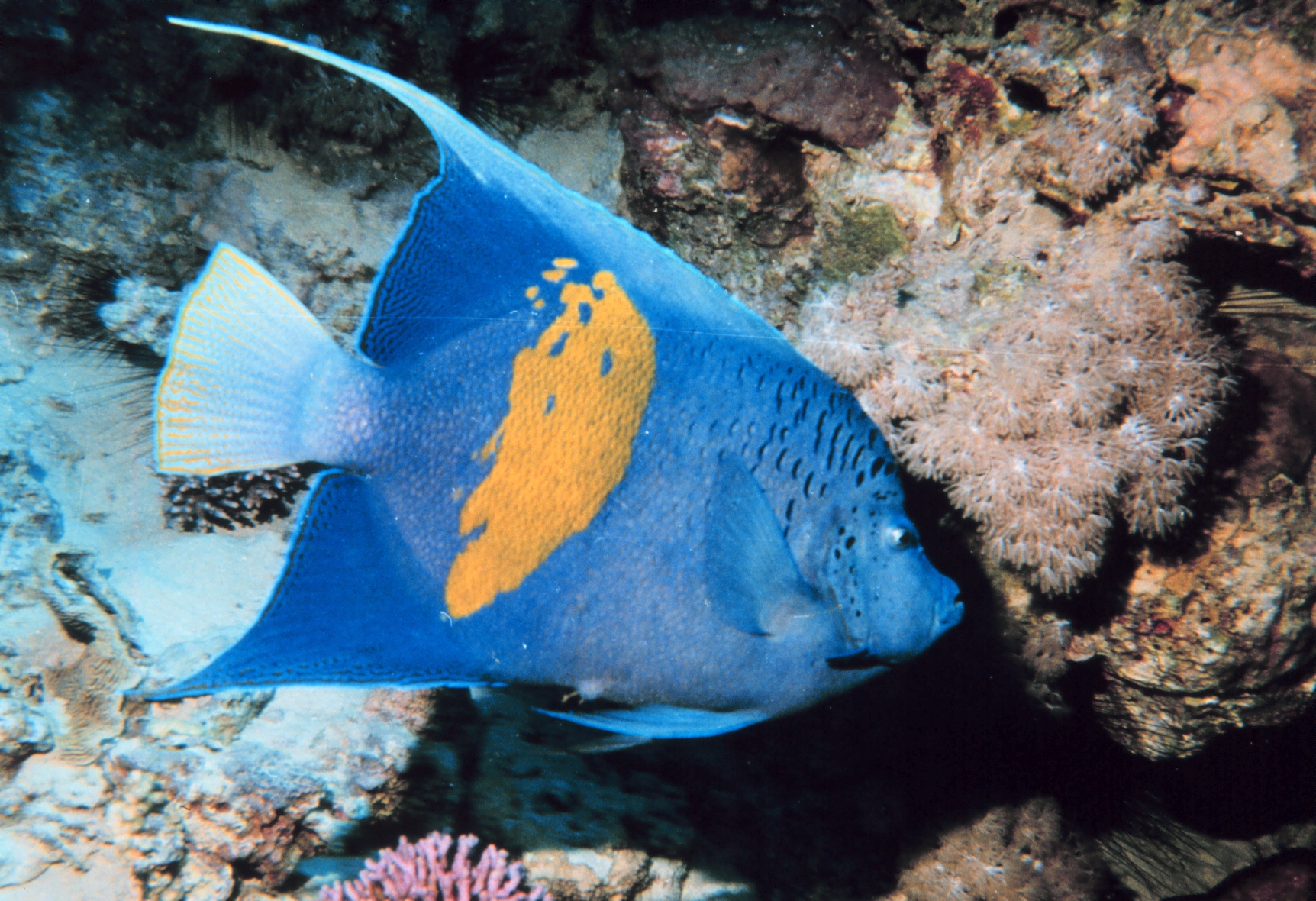
Pomacanthus maculosus
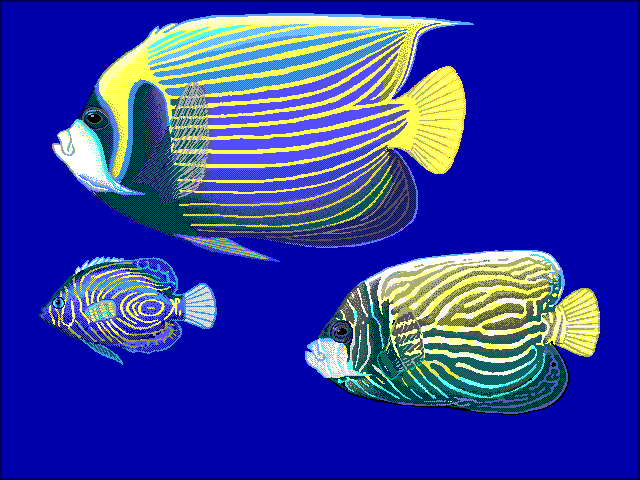
Pomacanthus imperator
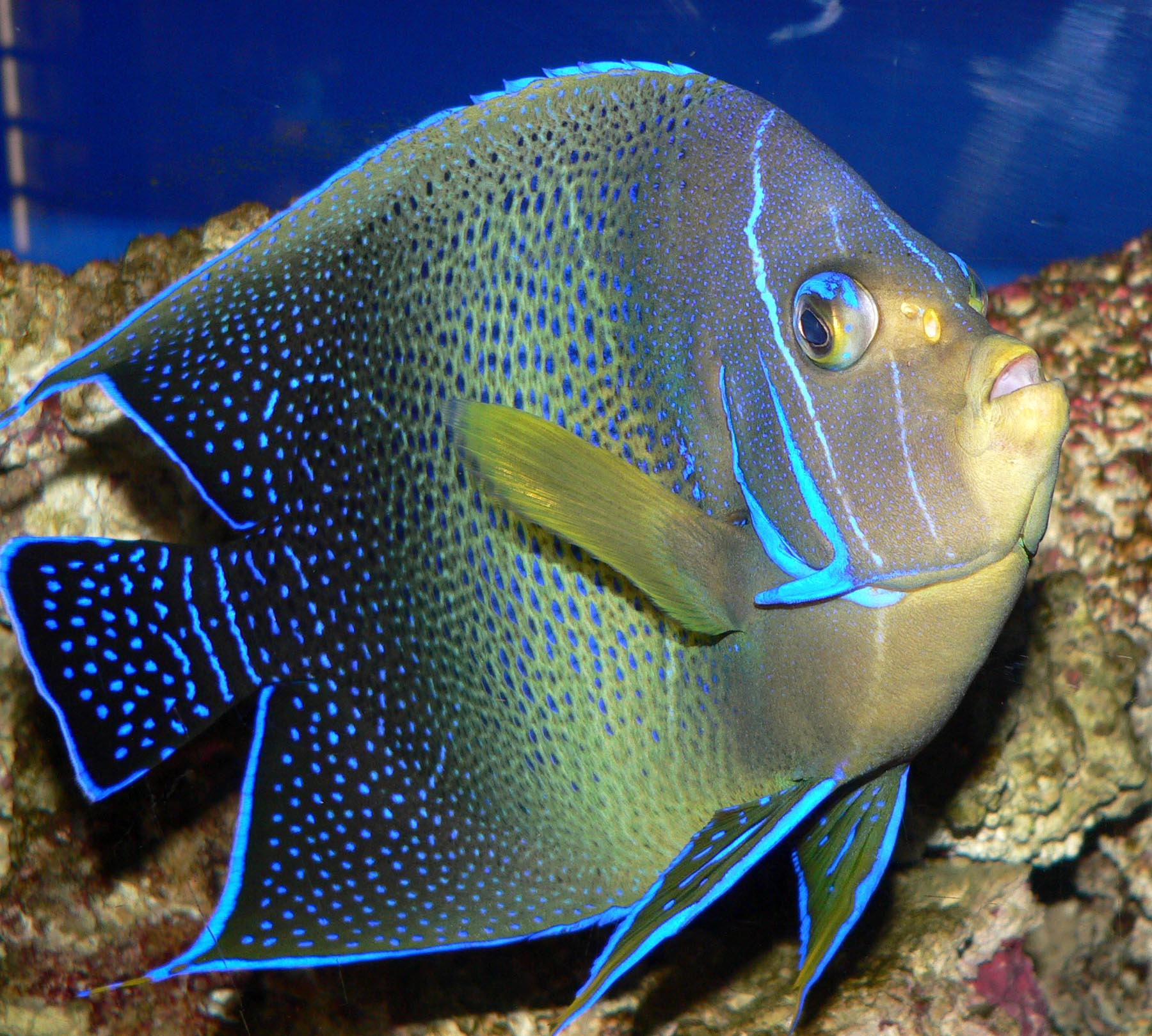
Pomacanthus semicirculatus